# 高橋葉介
高橋 葉介（たかはし ようすけ、1956年（昭和31年）3月15日 -  ）は、日本の漫画家、漫画原作者。本名は高橋 庸介。代表作に怪奇幻想マンガ『夢幻紳士』シリーズや学園ホラーマンガ『学校怪談』や『もののけ草紙』などがある。

## 経歴・作風
母の実家のある長野県で出生し、幼少期は東京都青梅市で育ち、建築業の父とともに、武蔵野市武蔵境、豊島区池袋、神奈川県相模原市に移る。小学生の頃からマンガを描き始め、高校時代から集英社や小学館に投稿を始める。
駒澤大学時代に水野流転が主宰する同人誌『楽書館』に参加、秋田書店の『少年チャンピオン』編集部にストーリー漫画を書いて持ち込んだが、担当編集者の綿引勝美が辞めたため、朝日ソノラマに『無題』『ここに愛の手を』を持ち込み、担当編集者の原田利康に認められ、1977年大学4年の時に『マンガ少年』8月号掲載の「江帆波（）博士の診療室」でデビュー。その後は同誌に多く作品を発表する。
デビュー当時は毛筆とGペンを併用した特徴的な線と絵柄で知られ、『マンガ少年』に連載中はそのスタイルを通していたが、『マンガ少年』休刊後は意識的に作風を変えていった。1980年前後には漫画界のニューウェーブの旗手と目され、従来の少年漫画や少女漫画の影響を受けつつ、それらのいずれとも異なる独特な表現で漫画ファンの注目を集めた。
作品は、基本的に猟奇要素の強い幻想怪奇漫画が多いが、「明朗怪奇」（吾妻ひでお）とも言われ、シニカルなブラックジョーク、コメディ、冒険活劇など多岐にわたる。独特なグロテスク描写について米澤嘉博は、「筆、あるいはGペンのタッチの強弱を強調した独自のスタイルは、ぬめぬめとした光沢をもちながらもドライ」なことで生理的嫌悪感を生まず、「リアルさ、あるいは世界の中のリアリティを求めて動いてきたマンガとは逆のベクトルを持つ高橋のマンガは、あくまで絵を基調とした異世界として、形状の面白さを求めていく。」と評している。藤田和日郎も、高橋作品に強い影響を受けたと語っている。
『マンガ少年』休刊後は、後継誌『Duo』に初のラブコメ『真琴♥グッドバイ』を連載。筑紫女学園大学非常勤講師の竹内美帆は「高橋マンガ独特の線描を特徴づける筆ではなく、サインペンを主線に使用し、人物や背景も描き込みが少なくポップで明るい雰囲気を印章づけている」と解説している。1983年からは『夢幻紳士』冒険活劇編を連載。次いで『メディウム』誌で1984年から『夢幻紳士』怪奇編、『ネムキ』で1992年から『夢幻外伝』を掲載、この作品はライフワーク的位置付けとなる。
荒俣宏『帝都物語』映画化の第2弾『帝都大戦』公開の1989年にマンガ版『帝都物語』を書き下ろし。1995年からは「学校の怪談」ブームを背景に『週刊少年チャンピオン』で『学校怪談』を2000年まで連載。この登場人物達も夢幻一族の子孫という設定になっている。
2006年、近藤豪志の作画による『私は加護女（）』で初めて原作を手がける。
2005年、怪奇篇の流れを汲む『夢幻紳士』幻想篇を『ミステリマガジン』に連載し、幻想篇のカバー用にカラーを描く時からパステル調の淡いタッチの絵柄を使い始めた。2007年に逢魔篇のスピンオフとなる『もののけ草紙』を『ホラーM』に連載。以降は早川書房とぶんか社での執筆が多くなっている。
2021年7月、『夢幻紳士』40周年を記念して、高橋初の画集『にぎやかな悪夢』を刊行。その刊行と高橋のデビュー45周年を記念して、東京にあるリベストギャラリー創にて原画展が開催された。2022年2月から福岡県にて、その巡回展が行われる。同年8月、その凱旋展として行われた「デビュー45周年 高橋葉介原画展 〜『にぎやかな悪夢』（河出書房新社）出版記念〜」では、伊藤潤二とコラボレートし、作品が描きおろされている。

## 作品リスト
各巻の収録作品については高橋葉介ウヱブサイトの高橋葉介著作リストを参照。書誌情報に関しては穴沢 編 2021, pp. 331–366, 367–373を参照。

### 夢幻紳士シリーズ
- 夢幻紳士 マンガ少年版 （1983年、サンコミックス、『マンガ少年』連載、1981年2月号 - 5月号、朝日ソノラマ）ISBN 4-257-90043-1
- 夢幻紳士 冒険活劇篇（冒険・活劇・痛快・熱血・旋風・怒濤・電光・爆烈・飛翔・回天編）全10巻（『月刊ベティ』・『リュウ』・『少年キャプテン』連載、1983年1月号 - 1988年、徳間書店）ISBN 4-19-774511-7 他
- 夢幻紳士 怪奇篇 全3巻（『メディウム』・『少年キャプテン』連載、1984年Vol.1 - 1988年12月号、徳間書店）ISBN 4-19-776612-2 他
- 夢幻外伝 全3巻（『ネムキ』連載、1992年 - 1996年、朝日ソノラマ）ISBN 978-4-257-90213-3 他
- 夢幻紳士 幻想篇 （2005年7月、『ミステリマガジン』連載、2004年3月号 - 2005年2月号、早川書房）ISBN 978-4-15-208629-7
- 夢幻紳士 逢魔篇 （2006年4月、『ミステリマガジン』連載、2005年3月号 - 2006年2月号、早川書房）ISBN 978-4-15-208716-4
- 夢幻紳士 迷宮篇 （2007年6月、『ミステリマガジン』連載、2006年3月号 - 2007年2月号、早川書房）ISBN 978-4-15-208820-8
- 夢幻紳士 回帰篇 （2009年10月、『ミステリマガジン』連載、2008年9月号 - 2009年9月号、早川書房）ISBN 978-4-15-209079-9
- 夢幻紳士 新・怪奇篇 （2013年9月、『ミステリマガジン』連載、2012年9月号 - 2013年8月号、早川書房）ISBN 978-4-15-209399-8

### 学校怪談
- 学校怪談 全15巻（『週刊少年チャンピオン』連載、1995年06+07号 - 2000年26号、秋田書店）ISBN 978-4-253-05374-7 他

### KUROKO-黒衣-
- KUROKO-黒衣- 全4巻（『週刊少年チャンピオン』連載、2000年43号 - 2001年35号、秋田書店）ISBN 978-4-253-05991-6 他

### もののけ草紙
- もののけ草紙 壱 （2008年10月、ホラーMシリーズ、『ホラーM』連載、2007年3月号 - 2008年4月号、ぶんか社）ISBN 978-4-8211-8681-5
- もののけ草紙 弐 （2009年10月、ホラーMシリーズ 5、『ホラーM』連載、2008年6月号 - 2009年6月号、ぶんか社）ISBN 978-4-8211-8855-0
- もののけ草紙 参 （2010年9月、ホラーMシリーズ、『ホラーM』連載、2009年8月号 - 2010年6月号、ぶんか社）ISBN 978-4-8211-7057-9
- もののけ草紙 四 （2011年3月、ホラーMシリーズ、『ホラーM』、2010年8月号、『デジタルホラーM』連載、001号 (2010年9月) - 006号、ぶんか社）ISBN 978-4-8211-7128-6

### 怪談少年
- 怪談少年 （2014年3月、BUNKASHA COMICS、『まんがグリム童話』連載、2013年4月号 - 、ぶんか社）ISBN 978-4-8211-7543-7
- 怪談少年 妖ノ巻 （2015年12月、BUNKASHA COMICS、『まんがグリム童話』連載、ぶんか社）ISBN 978-4-8211-7779-0
- 怪談少年 乱ノ巻 （2017年3月、BUNKASHA COMICS、『まんがグリム童話』連載、ぶんか社）ISBN 978-4-8211-7976-3

### 短編集など
- 腹話術 （1979年4月20日、サンコミックス 511、『マンガ少年』連載、朝日ソノラマ）ISBN 978-4-257-91511-9
- 仮面少年 （1979年12月25日、サンコミックス 549、『マンガ少年』連載、朝日ソノラマ）ISBN 978-4-257-91549-2
- ライヤー教授の午後 （1980年5月31日、サンコミックス 574、『マンガ少年』連載、朝日ソノラマ）ISBN 978-4-257-91574-4
- 宵闇通りのブン （1980年12月15日、サンコミックス 611、『マンガ少年』連載、朝日ソノラマ）ISBN 978-4-257-91611-6
- 真琴♥グッドバイ （1982年7月22日、サンコミックス、『DUO』連載、朝日ソノラマ）ISBN 978-4-257-91700-7
- 腸詰工場の少女 （1982年8月10日、マイコミックス、『マンガ宝島』掲載、1982年3月号、東京三世社）ISBN 4-88570-435-9
- クレイジーピエロ （1983年7月20日、マイコミックス、『少年／少女SFマンガ競作大全集』連載、東京三世社）ISBN 4-88570-449-9
- 海から来たドール （1985年2月2日、ジェッツコミックス、『月刊コミコミ』連載、1984年8月号・1985年2月号、白泉社）ISBN 978-4-592-13044-4
- WOMEN'S ISLAND （1985年10月、ジェッツコミックス、白泉社）ISBN 978-4-592-13067-3
- Uボート・レディ （1985年11月5日、ウィングスコミックス、『月刊ウィングス』連載、1983年8月号 - 1984年4月号、新書館）ISBN 978-4-403-61089-9
- 荒俣宏／原作 帝都物語 TOKIO WARS （1989年9月20日、ドラゴンコミックス、角川書店）ISBN 978-4-04-926014-4
- 怪談 KWAIDAN （1991年12月、『S&Mスナイパー』連載、1990年2月号 - 1991年1月号、朝日ソノラマ）ISBN 978-4-257-90139-6
- 金目童子 （1993年1月20日、ハロウィン少女コミック館、『ハロウィン』連載、1991年11月号 - 1992年8月号、朝日ソノラマ）ISBN 978-4-257-98245-6
- 猟鬼博士（） （1995年4月20日、ハロウィン少女コミック館、『眠れぬ夜の奇妙な話』連載、1991年9月号 - 1992年7月号、朝日ソノラマ）ISBN 978-4-257-98561-7
- マンイーター （1997年7月、ぶんか社コミックスホラーMDXシリーズ、『ホラーM』連載、ぶんか社）ISBN 978-4-8211-9588-6
- 手つなぎ鬼 （2000年2月1日、ぶんか社コミックス 105、『ホラーM』連載、ぶんか社）ISBN 978-4-8211-9799-6
- 恐怖症博士 ドクター・フォービア （2003年3月5日、少年チャンピオンコミックス、『週刊少年チャンピオン』連載、秋田書店）ISBN 978-4-253-20133-9
- 悪夢交渉人 ナイトメア・ネゴシエーター （2004年6月30日、『ホラーM』連載、ぶんか社）ISBN 978-4-257-90505-9
- 街童子（） （2004年9月30日、眠れぬ夜の奇妙な話コミックス、『ネムキ』連載、朝日ソノラマ）ISBN 978-4-257-90507-3
- 夜姫さま （2007年4月、『ホラーM』連載、ぶんか社）ISBN 978-4-8211-8406-4
  - 夜姫さま （2012年4月20日、『ホラーM』連載、ぶんか社）ISBN 978-4-8211-7274-0
- 顔のない女 （2011年1月、『ミステリマガジン』連載、早川書房）ISBN 978-4-15-209186-4
- 怪盗ミルク （2012年1月、『ミステリマガジン』連載、早川書房）ISBN 978-4-15-209269-4
- ストーリィ・テラー （2012年11月、BUNKASHA COMICS、『ホラーM』連載、ぶんか社）ISBN 978-4-8211-7378-5
- ヘビ女はじめました （2013年11月22日、幽COMICS、『幽』連載、2004年7月 - 2013年8月号、KADOKAWA）ISBN 978-4-04-066105-6
- 人外な彼女 Phantom Girls （2015年3月、『ミステリマガジン』連載、早川書房）ISBN 978-4-15-209527-5
- マジカル・高橋葉介・ツアー  Magical Takahashi Yosuke Tour （2015年5月25日、復刊ドットコム）ISBN 978-4-8354-5214-2
- マリッジ・ミーティング Marriage Meeting（2018年4月、『ミステリマガジン』連載、早川書房）ISBN 978-4-15-209761-3
- 拝む女（2020年8月、『幽』連載、KADOKAWA）ISBN 978-4-04-109316-0

### 文庫・新装版
- 腸詰工場の少女（1985年、ソフトカバー版、東京三世社）ISBN 978-4-88570-481-9
- 夢幻紳士 マンガ少年版（1985年7月25日、デュオ・セレクション 10、ソフトカバー版、朝日ソノラマ）ISBN 978-4-257-90062-7
- 夢幻紳士 冒険活劇篇 1-7（1998年、スコラ漫画文庫、スコラ）ISBN 978-4-7962-0505-4 他
- クレイジーピエロ（2001年7日、Paper comics、日本エディターズ）ISBN 978-4-930787-23-1
- 手つなぎ鬼（2005年9月、ホラーMコミック文庫、ぶんか社）ISBN 978-4-8211-8201-5
- 学校怪談 1-8（2006年 - 2008年、秋田文庫）ISBN 978-4-253-17782-5 他
- 夢幻紳士 冒険活劇篇 1-5（2006年、ハヤカワコミック文庫、早川書房）ISBN 978-4-15-030844-5 他
- 夢幻紳士 マンガ少年版（2006年12月、朝日ソノラマ文庫、朝日ソノラマ）ISBN 978-4-257-72401-8
  - 夢幻紳士 マンガ少年版（2007年10月、ソノラマコミック文庫 た48-1、朝日新聞社）ISBN 978-4-02-267025-0
- 夢幻外伝 1・2（2007年、朝日ソノラマ文庫、朝日ソノラマ）ISBN 978-4-257-72407-0 他
  - 夢幻外伝 1・2（2007年10月、ソノラマコミック文庫 た48-2、朝日新聞社）ISBN 978-4-02-267026-7 他
- 怪談 KWAIDAN（2007年3月、朝日ソノラマ文庫、朝日ソノラマ）ISBN 978-4-257-72419-3
  - 怪談 KWAIDAN（2007年10月、ソノラマコミック文庫 た48-4、朝日新聞社）ISBN 978-4-02-267028-1
- 腹話術（2007年4月、朝日ソノラマ文庫、朝日ソノラマ）ISBN 978-4-257-72425-4
  - 腹話術（2007年10月、ソノラマコミック文庫 た48-5、朝日新聞社）ISBN 978-4-02-267029-8
- 我楽多街奇譚（）（2007年5月、ソノラマコミック文庫、朝日ソノラマ）ISBN 978-4-257-72431-5
  - 我楽多街奇譚（）（2007年10月、ソノラマコミック文庫 た48-6、朝日新聞社）ISBN 978-4-02-267030-4
- 悪夢交渉人 ナイトメア・ネゴシエーター （2007年10月、ソノラマコミックス、朝日新聞社）ISBN 978-4-02-213028-0
- 街童子（） （2007年10月、ソノラマコミックス 眠れぬ夜の奇妙な話コミックス、『ネムキ』連載、朝日新聞社）ISBN 978-4-02-213029-7
- 夢幻紳士 怪奇編（2007年5月、ハヤカワコミック文庫）ISBN 978-4-15-030889-6

### 作品集
- 高橋葉介作品集 1-20（1987年 - 1993年、朝日ソノラマ）
  1. ミルクがねじを回す時 ISBN 978-4-257-90150-1
  2. 仮面少年 ISBN 978-4-257-90151-8
  3. ライヤー教授の午後 ISBN 978-4-257-90152-5
  4. 宵闇通りのブン ISBN 978-4-257-90153-2
  5. 海から来たドール ISBN 978-4-257-90154-9
  6. 猫夫人 ISBN 978-4-257-90155-6
  7. 夢幻紳士 1 ISBN 978-4-257-90156-3
  8. 夢幻紳士 2 ISBN 978-4-257-90157-0
  9. クレイジーピエロ ISBN 978-4-257-90158-7
  10. 腸詰工場の少女 ISBN 978-4-257-90159-4
  11. 夢幻紳士 怪奇編 1 ISBN 978-4-257-90168-6
  12. 夢幻紳士 怪奇編 2 ISBN 978-4-257-90171-6
  13. 夢幻紳士 痛快熱血篇 1 ISBN 978-4-257-90174-7
  14. 夢幻紳士 痛快熱血篇 2 ISBN 978-4-257-90177-8
  15. 夢幻紳士 旋風怒涛編 1 ISBN 978-4-257-90184-6
  16. 夢幻紳士 旋風怒涛編 2 ISBN 978-4-257-90186-0
  17. 夢幻紳士 電光爆烈編 1 ISBN 978-4-257-90189-1
  18. 夢幻紳士 電光爆烈編 2 ISBN 978-4-257-90190-7
  19. 夢幻紳士 飛翔回天編 ISBN 978-4-257-90194-5
  20. 荒俣宏／原作 帝都物語 ISBN 978-4-257-90197-6
- ヨウスケの奇妙な世界 1-20（1998年 - 2000年、朝日ソノラマ文庫）
  1. 夢幻紳士 マンガ少年版 ISBN 978-4-257-72021-8
  2. 夢幻紳士 怪奇編 1 ISBN 978-4-257-72022-5
  3. 夢幻紳士 怪奇編 2 ISBN 978-4-257-72023-2
  4. 夢幻外伝 1 死者の宴 ISBN 978-4-257-72024-9
  5. 夢幻外伝 2 夜の劇場 ISBN 978-4-257-72025-6
  6. 夢幻外伝 3 目隠し鬼 ISBN 978-4-257-72026-3
  7. 怪談 KWAIDAN ISBN 978-4-257-72027-0
  8. 仮面少年 ISBN 978-4-257-72028-7
  9. ミルクがねじを回す時 ISBN 978-4-257-72029-4
  10. ライヤー教授の午後 ISBN 978-4-257-72030-0
  11. 宵闇通りのブン ISBN 978-4-257-72031-7
  12. 海から来たドール ISBN 978-4-257-72032-4
  13. 猫夫人 ISBN 978-4-257-72033-1
  14. クレイジーピエロ ISBN 978-4-257-72034-8
  15. 腸詰工場の少女 ISBN 978-4-257-72035-5
  16. 猟鬼博士 ISBN 978-4-257-72036-2
  17. ここに愛の手を ISBN 978-4-257-72037-9
  18. 双子の恋 ISBN 978-4-257-72038-6
  19. 金目童子 ISBN 978-4-257-72039-3
  20. 帝都物語　荒俣宏「帝都物語」より ISBN 978-4-257-72040-9
- 高橋葉介ベストセレクション 1-6（2008年、宙出版）
  1. 荒俣宏／原作 帝都物語 ワイド版 ISBN 978-4-7767-9414-1
  2. ここに愛の手を ワイド版 ISBN 978-4-7767-9464-6
  3. 真琴♥グッドバイ ワイド版 ISBN 978-4-7767-9479-0
  4. 海から来たドール ワイド版 ISBN 978-4-7767-9486-8
  5. Uボート・レディ ワイド版 ISBN 978-4-7767-9498-1
  6. 影一号指令 ワイド版 ISBN 978-4-7767-9507-0
- 高橋葉介セレクション（2011年、あさひコミックス、朝日新聞出版）
  1. 夢幻紳士 マンガ少年版 ISBN 978-4-02-214048-7
  2. 夢幻外伝 1 ISBN 978-4-02-214077-7
  3. 夢幻外伝 2 ISBN 978-4-02-214080-7
  4. 我楽多街奇譚（） ISBN 978-4-02-214081-4
- 高橋葉介傑作集（2014年 - 、ぶんか社）
  1. 手つなぎ鬼 ISBN 978-4-8211-7523-9
  2. マンイーター ISBN 978-4-8211-7539-0
  3. もののけ草紙 一ノ巻 ISBN 978-4-8211-7776-9
  4. もののけ草紙 二ノ巻 ISBN 978-4-8211-7777-6
  5. もののけ草紙 三ノ巻 ISBN 978-4-8211-7778-3
  6. 海から来たドール ISBN 978-4-8211-7974-9
  7. Uボート・レディ ISBN 978-4-8211-7975-6

### 画集
- 穴沢優子 編『にぎやかな悪夢 Cheerful nightmare』倉田わたる 協力、河出書房新社、2021年7月20日。ISBN 978-4-309-72852-0。 - 注釈：『夢幻紳士』40周年記念、初の画集。

### 漫画原作
- 私は加護女（）（作画：近藤豪志、『週刊少年チャンピオン』連載、2006年51号 - 2007年43号）
- 押入れの少年（作画：みもり、『プリンセスGOLD』掲載、2012年7月号、『月刊プリンセス』掲載、2013年1月号 - 2017年11月号）
- ガラガラポン（作画：みもり、『チャンピオンRED』掲載、2024年1月号 - ）

### アニメーション・キャラクター設定
- 星くず兄弟の伝説（1985年）
- ゆめだまや奇談（2007年） - キャラクター原案

### OVA
- 『夢幻紳士 〜冒険活劇編〜』時間：49分（発売・販売元：ビクター音産｛現・日本ビクター株式会社｝：1987年：VHSビデオ：廃盤）
- 『学校怪談 呪われた記憶』時間：90分（製作：吉本興業株式会社、丸紅株式会社：1998年9月：VHSビデオ：廃盤）

### ドラマCD
- 『学校怪談』（発売：バンダイ・ミュージックエンタテインメント：1997年5月：CD：廃盤）

### 映画
- 『夢幻紳士 人形地獄』時間：90分（監督：海上ミサコ、製作：ミカタ・エンタテインメント／DCP：2018年）[18][19]

### その他
- 角川文庫 江戸川乱歩作品集 表紙・口絵（1987年）
- 大槻ケンヂ「キラキラと輝くもの」（ユニバーサル・ミュージックジャパン）のCDジャケットイラストに上記の角川文庫版　江戸川乱歩著書「パノラマ島奇談」の表紙絵を流用している。
- 「妖怪ハンター アマビエ 対 王冠獣（コロナ）」（『諸星大二郎 デビュー50周年記念 トリビュート』収録[20][21]、2021年）